# Tunel aerodinamic

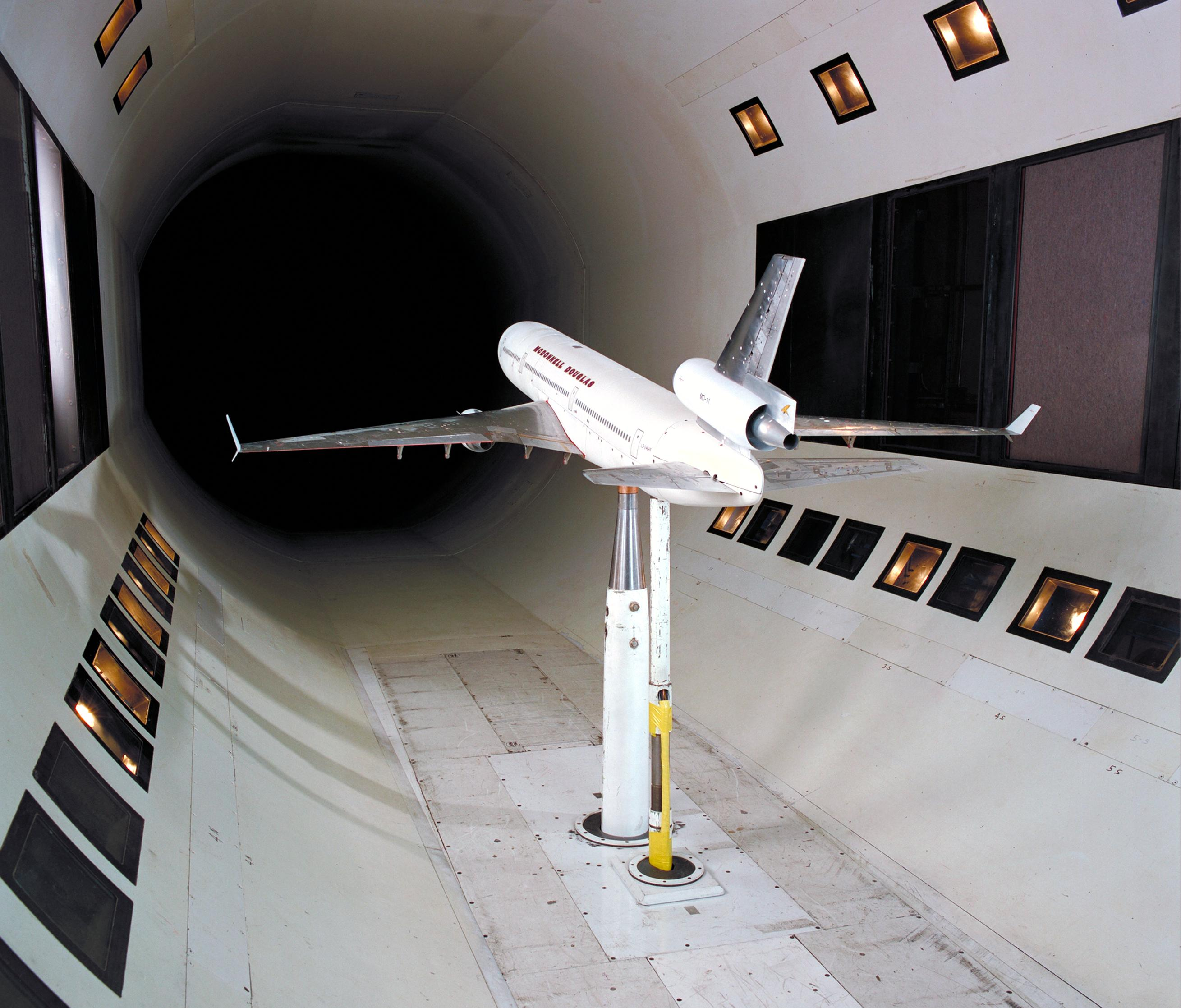
Tunel aerodinamic al NASA cu macheta unui avion

Tunelul aerodinamic este un dispozitiv utilizat în aerodinamică pentru studiul forțelor care acționează asupra unui corp care se deplasează în aer.
Este constituit dintr-un tub închis în mijlocul căruia este plasat obiectul de studiat.
Deplasarea aerului față de corp este simulată prin intermediul unui ventilator sau compresor.

## Exemple de tunele aerodinamice
Printre cele mai mari tunele aerodinamice din lume sunt cele americane de la Moffett Field lângă Sunnyvale, California și cel vertical de la Wright Field, Ohio.
În România, cel mai mare tunel aerodinamic subsonic (secțiunea 2,5×2,2m, viteza maximă 110 m/s) este cel de pe platforma industrială Militari, care a fost creat sub conducerea lui Elie Carafoli.